# Apače (Kidričevo)
Apače (Kidričevo) (Duits: Amtmannsdorf) is een plaats in Slovenië en maakt deel uit van de gemeente Kidričevo in de NUTS-3-regio Podravska. De plaats telde 820 inwoners op 1 januari 2020.